# Damon Runyon
Pour les articles homonymes, voir Runyon.
Damon Runyon, né Alfred Damon Runyan le 4 octobre 1880 à Manhattan, dans l'État du Kansas, et mort le 10 décembre 1946 à New York, est un journaliste et un écrivain américain.

## Biographie
Alfred Damon Runyan voit son nom modifié à la suite d'une erreur typographique (Runyon), et son premier prénom, supprimé de la même manière. Il garde donc son nom d'auteur définitif Damon Runyon sous lequel il connaît une immense popularité durant sa courte vie.
Runyon se réclamait d'ancêtres « hors-la-loi ». De sa famille, il disait : « Nous sommes issus d'une longue lignée de voleurs de chevaux huguenots chassés de France par le Shérif et sa bande ». Il est vrai que son père se déplaçait souvent avec six armes à feu, d'où le nombre élevé de mots d'argot que le futur auteur a inventés pour désigner un pistolet. Le jeune Runyon a une petite enfance itinérante et une éducation décousue. Né au Kansas, il passe son enfance à Pueblo, au Colorado. Son père, un simple imprimeur, aide son fils à faire ses premiers pas dans la presse. Dès l'âge de 15 ans, il acquiert le statut de reporter du Pueblo Evening Press.
En 1901, le navire de guerre américain Maine est coulé en rade de La Havane. Le garçon, qui n'a pas encore 17 ans, veut s'engager dans un régiment de cavalerie du Colorado. Comme on le refuse à cause de son âge, il va s'inscrire dans le Minnesota comme volontaire dans l'infanterie pour combattre aux Philippines. Il signe alors des articles pour divers journaux et commence à faire paraître des contes et nouvelles à partir de 1907.
À son retour, il sillonne le Colorado en train, va d'un petit boulot de journaleux à un autre avant de se fixer à Denver où il travaille comme « reporter - pionnier de l'Ouest » pour des journaux de Denver : le Republic, le Post et le Denver News. C'est toutefois au Rocky Mountains Post qu'il acquiert une vraie réputation de journaliste, mais aussi de poète local, et surtout de pilier de bar invétéré. Il faut attendre sa rencontre avec Ellen Egan, sa future femme, pour que Runyon se décide à « lâcher la bouteille », du moins le temps de faire sa cour à la jeune fille, ce qui ne l'empêche pas de fumer trois paquets de cigarettes par jour et de boire des litres de café. Entre 1912 et 1916, il est correspondant étranger à Mexico et le plus souvent, pendant la Première Guerre mondiale, en Europe.
Arrivé à New York à l'âge de trente ans, il publie des recueils de poèmes, mais il allait connaître la gloire comme auteur de nouvelles et comme journaliste au service des sports du New York American (journal du groupe Hearst). En 1911, ses reportages sur le baseball déchaînent l'enthousiasme des lecteurs et lui valent un fameux salaire, ce qui lui permet d'épouser Ellen, dont il a une fille en 1914 et un garçon en 1918. Vedette du journalisme, il est peu fait pour la vie au foyer et ne passe qu'en coup de vent dans sa famille. Sa vie est ailleurs : aux champs de courses, sur les terrains de sport, et surtout à Broadway où il loue une garçonnière. Il se lève tard, prend de solides repas dans un restaurant nommé Lindy's. Dans ses histoires policières, Lindy's devient Mindy's, et ses récits s'amorcent souvent ainsi : J'étais tranquillement assis chez Mindy's, en train d'attaquer un fameux ragoût, quand soudain, qui vois-je paraître ? En général, il s'agit d'un mafieux avec un chagrin d'amour, d'un cambrioleur avec un plan foireux, ou d'un bookmaker poursuivi par un parieur énervé.
Il meurt d'un cancer de la gorge en 1946. Peu après sa mort est fondé par son ami Walter Winchell le Damon Runyon Cancer Research Institute, un fonds de recherche sur le cancer.

## Les contes et nouvelles
Les contes et nouvelles qui ont rendu célèbre Damon Runyon ont pour toile de fond le quartier de Broadway où s'agitent les petites gens, mais surtout le milieu interlope des parieurs, voyous et mafieux, petits voleurs, bookmakers et demi-mondaines pendant la Grande Dépression et la Prohibition. Ils mettent en scène un personnage neutre, éternel témoin d'aventures abracadabrantes, quand il n'y est pas mêlé lui-même contre son gré. Fréquemment, ce narrateur devient le confident d'individus louches, dont il raconte les mésaventures à la première personne (je). Le style savoureux de Damon Runyon, mélange très particulier de préciosité et d'argot, a souvent recours à des formules savamment littéraires et à des inventions de langage. En cela, il a beaucoup contribué à enrichir le Dictionnaire de l'argot américain, avec des mots tellement imagés que même les plus talentueux traducteurs ont du mal à en restituer l'originalité. Les amateurs de la « langue Runyon » préfèrent le lire dans le texte. Mais la traduction garde la dynamique du récit, l'humour et le comique de situations qui séduisent par leur acuité à révéler les travers du citadin avec un humour sans vulgarité et un don d'observation qui l'on fait « qualifier de O. Henry moderne ». Styliste novateur, « il a marqué son époque et influencé le roman noir ». Les textes de Damon Runyon ont fait l'objet d'innombrables adaptations théâtrales et cinématographiques qui ont connu un vif succès. Parmi celles-ci, on peut citer L'Idylle de Miss Sarah Brown, dont est tirée la comédie musicale Blanches colombes et vilains messieurs (Guys and Dolls), créée à Broadway en  1950, puis adaptée au cinéma sous le même titre en 1955, dans un film réalisé par Joseph L. Mankiewicz, avec Frank Sinatra, Jean Simmons, Marlon Brando. Deux Nigauds dans le foin (It Ain't Hay) avec le duo Abbott et Costello est également inspiré d'un de ses récits.

## Œuvre

### Poésie
- The Tents of Trouble, 1911
- Rhymes of the Firing Line, 1912
- Poems for Men, 1947

### Recueils de nouvelles
- Guys and Dolls, 1932
- Damon Runyon's Blue Plate Special, 1934
- Money from Home, 1935
- More Than Somewhat, 1937 Publié en français sous le titre Nocturnes dans Broadway, traduit par René-Noël Raimbault et Charles-P. Vorce, Paris, Calmann-Lévy, 1947 ; réédition augmentée de neuf nouvelles tirées de The Bloodhounds of Broadway and Other Stories (1985), traduites par Marie Tadié, Paris, Gallimard, « Du monde entier », 1986 ; réédition, Paris, Gallimard, « L'Imaginaire » no 572, 2008
- Furthermore, 1938
- Take It Easy, 1938
- The Best of Runyon, 1938
- My Wife Ethel, 1939
- My Old Man, 1939
- The Damon Runyon Omnibus, 1939 (nouvelle édition augmentée en 1944)
- Damon Runyon Favorites, 1942
- Capt. Eddie Rickenbacker, 1942 (en collaboration avec W. Kiernan)
- Runyon à la Carte, 1944
- Ten Stories, 1945
- In Our Town, 1946
- The Three Wise Guys, and Other Stories, 1946
- Trials and Other Tribulations, 1947 (publication posthume)
- Runyon First and Last, 1949 (anthologie posthume)
- Runyon on Broadway, 1950 (anthologie posthume, précédée d'introduction par E. C. Bentley)
- More Guys and Dolls, 1950 (anthologie posthume)
- Damon Runyon from First to Last, 1954 (anthologie posthume)
- A Treasury of Damon Runyon, 1958 (anthologie posthume)
- The Bloodhounds of Broadway and Other Stories, 1985 (anthologie posthume avec une introduction par Tom Clark)
- Romance in the Roaring Forties and Other Stories, 1985 (anthologie posthume avec une introduction par Tom Clark)

### Recueils français
Recueils publiés en France à partir d'un choix de nouvelles tirées de divers recueils initialement publiés en anglais
- Broadway, mon village, traduction et préface de René-Noël Raimbault, Éditions Gallimard, « Du monde entier », 1949 ; réédition, Paris, Gallimard, Folio no 1378, 1982
- Le Complexe de Broadway, traduction  et préface de René-Noël Raimbault, Éditions Gallimard, « Du monde entier », 1955 ; réédition, Paris, Gallimard, Folio no 1388, 1982
- Le Mauvais Cheval, traduit par Emmanuelle Cocud, Paris, Payot & Rivages, Rivages poche no 586, 2007
- Un job pour le Macaroni, traduit par Emmanuelle Cocud, Paris, Payot & Rivages, coll. Littérature étrangère, 2009

### Nouvelles
Titre original et titre français s'il y a lieu

#### Nouvelles incluses dans le recueilMore Than Somewhat(Nocturnes dans Broadway)
Ordre des textes dans le recueil :
- Breach of Promise ou Embarrassing to M.. Turner, 1935 (Rupture de promesse)
- Romance in the Roaring Forties, 1929 (Roman d'amour dans les quarante joyeuses)
- Dream Street Rose, 1932 (Rose de la rue des rêves, nouvelle parue dans le recueil Broadway mon village)
- The Old Doll's House, 1933 (La Maison de la vieille poule)
- Blood Pressure, 1930 (Tension artérielle)
- The Bloodhounds of Broadway, 1931 (Les Limiers de Broadway, nouvelle parue dans le recueil Broadway mon village)
- Tobias the Terrible, 1930 (Tobie la terreur)
- The Snatching of Bookie Bob, 1931 (L'Enlèvement de Bob le Book)
- The Lily of St. Pierre, 1930 (Le Lis de Saint Pierre, nouvelle parue dans le recueil Broadway mon village)
- Hold 'em, Yale, 1931 (Tiens bon Yale !)
- Earthquake, 1931 (Tremblement de terre)
- Gentlemen, the King!, 1931 (Messieurs, à la santé du roi !, nouvelle parue dans le recueil Broadway mon village)
- A Nice Price, 1933 (Une cote avantageuse, nouvelle parue dans le recueil Broadway mon village)
- Broadway Financier, 1932 (Un financier de Broadway)
- The Brain Goes Home, 1931 (Le cerveau rentre à la maison)

#### Autres nouvelles
- The Red Grave, 1907
- The Defense of Strikerville, 1907
- The King of Kavanaugh County, 1907
- In the Stretch, 1907
- One of the Legion, 1907
- An Emergency Ration Test, 1907
- The Wings of Mercury, 1907
- An Echo of the Years, 1907
- The Army of Discontent, 1908
- The Maid of Monterey, 1908
- The Bomb Planters, 1908
- God, and Gold, 1908
- Fear, 1908
- The Mob and the Maid, 1909
- The Spirit of the West, 1910
- The High-Graderess, 1910
- The Lady Member, 1911
- The Informal Execution of Soupbone Pew, 1911
- The Breed and the Ball, 1911
- The Big Mitten, 1911
- My Father, 1911
- The Fist of Mercy, 1911
- The Last of the Wanderbund, 1911
- The Pied Piper, Junior, 1911
- The Splangles of the Prophet, 1911
- A Gift of Tongues, 1911
- As Between Friends, 1911
- The Breeze Kid's Big Tear-Off, 1912
- A Marathon of Mercy, 1912
- The Law of the Lightning, 1912
- The Nose of Nemesis, 1912
- The Hole in the Horn of Plenty, 1912
- The Power of the Drama, 1913
- The Heads of the Hogrievers, 1913
- Dreamers in Hasbeenville, 1913
- Spirit Rapping at Ristyville, 1913
- A Better Man Than Butch, 1913
- Opera Incog, 1914
- Foul Territory, 1914
- Old Hardhead, 1922 (en collaboration avec Bozeman Bulget)
- A Very Honourable Guy, 1929 (Un mec très honorable, nouvelle parue dans le recueil Nocturnes dans Broadway)
- Madame La Gimp, 1929 (Madame la jambe, nouvelle parue dans le recueil Le Complexe de Broadway)
- Dark Dolores, 1929 (Dolores la brune, nouvelle parue dans le recueil Nocturnes dans Broadway)
- Lillian, 1930 (Lillian, nouvelle parue dans le recueil Le Complexe de Broadway)
- Social Error, 1930 (Erreur sociale, nouvelle parue dans le recueil Nocturnes dans Broadway)
- Butch Minds the Baby, 1930 (Grand Butch s'occupe du lardon, nouvelle parue dans le recueil Broadway mon village)
- The Hottest Guy in the World, 1930 (L'Homme le plus recherché du monde, nouvelle parue dans le recueil Une job pour le Macaroni)
- Too Much Pep, 1931 (Trop de Peps, nouvelle parue dans le recueil Une job pour le Macaroni)
- Hobo's Rest, 1931
- That Ever-Loving Wife of Hymie's, 1931
- A Story Goes With It, 1931
- Little Miss Marker, 1932 (La Petite Ardoise, nouvelle parue dans le recueil Une job pour le Macaroni)
- Delegates at Large, 1932 (Délégués itinérants, nouvelle parue dans le recueil Une job pour le Macaroni)
- Dancing Dan's Christmas, 1932 (Le Noël de Dan le danseur, nouvelle parue dans le recueil Nocturnes dans Broadway)
- The Idyll of Miss Sarah Brown, 1933 (L'Idylle de Miss Sarah Brown, nouvelle parue dans le recueil Le Complexe de Broadway)
- What, No Butler?, 1933 (Le Maître d'hôtel, nouvelle parue dans le recueil Le Complexe de Broadway)
- Ranson... $1,000,000, 1933
- The Three Wise Guys, 1933 (Les Trois Petits Malins, nouvelle parue dans le recueil Nocturnes dans Broadway)
- Princess O'Hara, 1934 (Princesse O'Hara, dans Les Œuvres libres no 347, 1956 ; réédition dans le recueil Une job pour le Macaroni)
- Broadway Complex, 1933 (Le Complexe de Broadway, nouvelle parue dans le recueil français éponyme)
- It Comes Up Mud, 1933 (Sur le terrain lourd, nouvelle parue dans le recueil Nocturnes dans Broadway)
- Bred for Battle, 1934 (Un pugiliste né, nouvelle parue dans le recueil Le Complexe de Broadway)
- Sense of Humour, 1934 (Le Sens de l'humour, nouvelle parue dans le recueil Broadway mon village)
- Undertaker Song, 1934 (Le Chant du croque-mort, nouvelle parue dans le recueil Nocturnes dans Broadway)
- The Lemon Drop Kid, 1934 (Kid la pastille, nouvelle parue dans le recueil Nocturnes dans Broadway)
- Money from Home, 1935
- Tight Shoes, 1936 (Des chaussures trop petites, nouvelle parue dans le recueil Une job pour le Macaroni)
- Baseball Hattie, 1936
- Lou Louder, 1936
- Joe Terrace, 1936
- Cemetery Bait, 1936 (Un appât pour le cimetière, dans Mystère magazine no 46, novembre 1951 ; réédition dans L'Anthologie du mystère, 1964; réédition dans le recueil Une job pour le Macaroni)
- Big Shoulders, 1936
- Lonely Heart, 1937
- So You Won't Talk!, 1937 (Comme ça tu ne parleras plus, nouvelle parue dans le recueil Broadway mon village)
- The Big Umbrella, 1937
- Pick the Winner, 1937
- A Call on the Prisident, 1937
- A Piece of Pie, 1937 (Une part de gâteau, nouvelle parue dans le recueil Nocturnes dans Broadway)
- A Job for the Macarone, 1937 (Une job pour le Macaroni, nouvelle parue dans le recueil français éponyme)
- Neat Strip, 1938 (Un strip-tease d'enfer, nouvelle parue dans le recueil Une job pour le Macaroni)
- Nothing Happens in Brooklyn, 1938
- Palm Beach Santa Claus, 1938 (Noël à Palm Beach, nouvelle parue dans le recueil Le Complexe de Broadway)
- Leopard's Spots, 1939
- Old Em's Kentucky Home, 1939 (La vieille Em rentre chez elle, nouvelle parue dans le recueil Le Complexe de Broadway)
- Little Pinks, 1940 (Son Altesse, nouvelle parue dans le recueil Le Complexe de Broadway)
- Johnny One-Eye, 1941 (Johnny n'a qu'un seul œil, nouvelle parue dans le recueil Broadway mon village ; autre traduction sous le titre Johnny le Borgne, dans Le Saint détective magazine no 30, août 1957)
- Cleo, 1941
- Barbecue, 1941 (Grillotine, nouvelle parue dans le recueil Le Complexe de Broadway)
- The Cuckoo, 1942
- The Lacework Kid, 1944 (La Môme dentelle, nouvelle parue dans le recueil Le Complexe de Broadway)
- The Melancholy Dane, 1944 (Le Danois mélancolique, nouvelle parue dans le recueil Le Complexe de Broadway)
- The Brakeman's Daughter, 1944 (La Fille du serre-freins, nouvelle parue dans le recueil Le Complexe de Broadway)
- For a Pal, 1944 (Deux vrais amis, nouvelle parue dans le recueil Le Complexe de Broadway)
- Situation Wanted, 1944 (Recherche d'emploi, nouvelle parue dans le recueil Une job pour le Macaroni)
- All Horse Players Die Broke, 1944
- Fat Fallon, 1944
- Two Men Named Collins, 1944
- A Light in France, 1944 (Lumière en France, nouvelle parue dans le recueil Broadway mon village)
- Broadway Incident, 1944 (Mystère dans Broadway, nouvelle parue dans le recueil Broadway mon village)
- Blonde Mink, 1945 (Le Vison blond, nouvelle parue dans le recueil Broadway mon village ; autre traduction sous le titre Un mort un peu là !, dans Mystère magazine no 200, septembre 1964)
- Big Boy Blues, 1945 (Le Petit Blues, nouvelle parue dans le recueil Broadway mon village)
- The Turps, 1951 (nouvelle posthume)
- Manhattan Serenade, 1952 (nouvelle posthume)

### Théâtre
- Why Me?
- The Doctor Knows Best
- No Life
- Good Night
- Bed-Warmers
- Sweet Dreams
- Passing the Word Along
- Death Pays a Social Call
- A Slight Case of Murder (1940), en collaboration avec Howard Lindsay

### Autres publications
- Short Takes (1946), anthologie d'articles de journaux

## Sources
- Claude Mesplède, Dictionnaire des littératures policières, vol. 2 : J - Z, Nantes, Joseph K, coll. « Temps noir », 2007, 1086 p. (ISBN 978-2-910-68645-1, OCLC 315873361), p. 690-691.